# Funky Bump/Corso Buenos Aires
(Gavin Underhill)
Funky Bump/Corso Buenos Aires, è un singolo di Pino Presti pubblicato nel 1976 dalla label Atlantic Records.

È considerato il primo disco di musica funk realizzato in Italia.
Lato A
- Funky Bump -	2:44 (Ronnie Jones-Giuseppe Prestipino) Edizioni Blue Team Music / Curci

Lato B
- Corso Buenos Aires - 2:42 (Arturo Prestipino-Giuseppe Prestipino) Edizioni Blue Team Music / Curci

## Il disco
Funky Bump

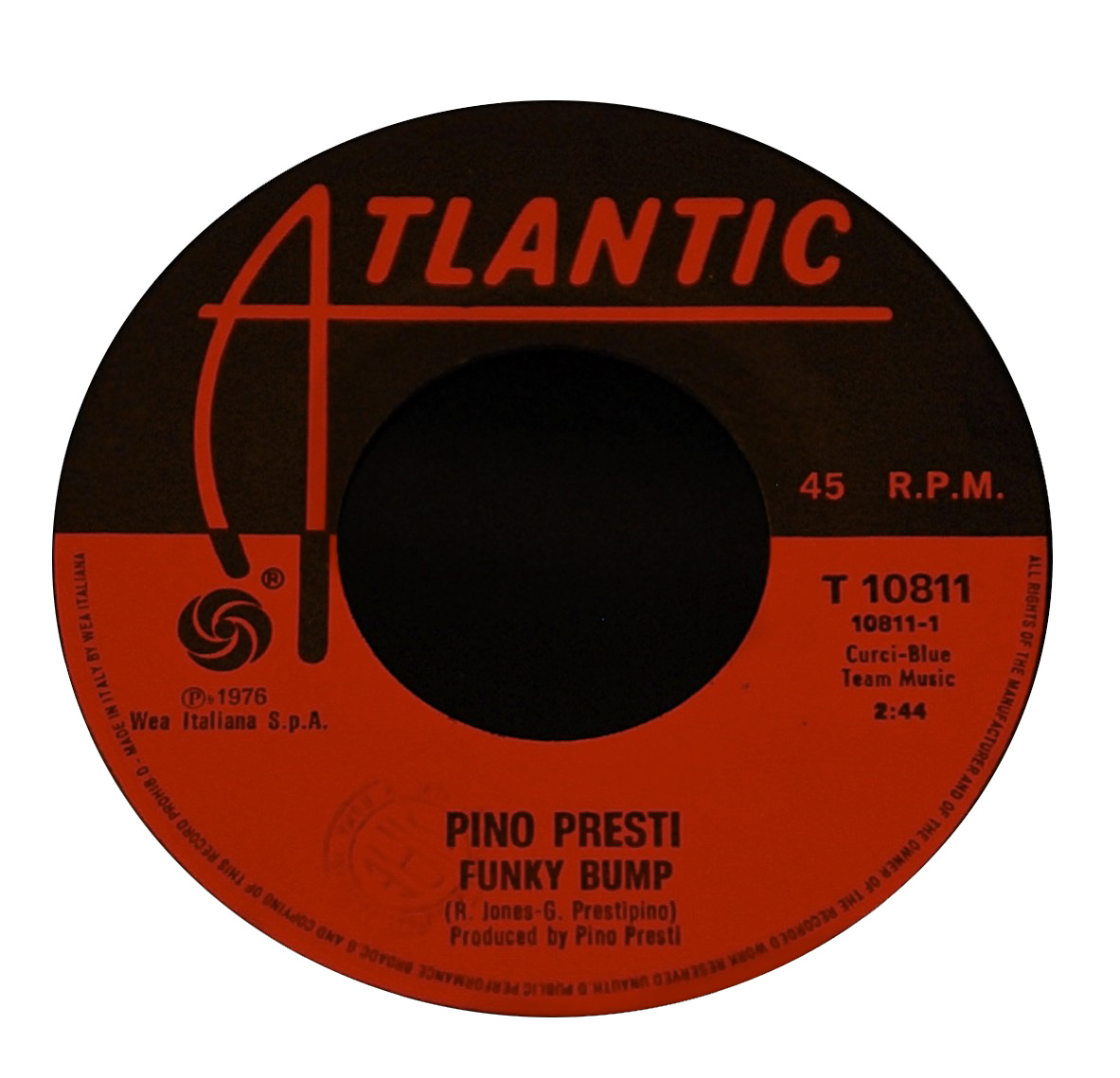
Funky Bump (label)

Composto, arrangiato e prodotto da Pino Presti, viene pubblicato nella primavera del 1976, qualche mese dopo l'uscita dell'album 1st Round, da cui è tratto. Il brano, molto apprezzato anche da chi si chiede se "il funk può  essere musica per bianchi" «White People Can't Funk...Or Can They?»,
vede la presenza dello statunitense Ronnie Jones in veste di cantante e autore del testo.
Nel disco suonano musicisti di primo piano, come, tra gli altri, Ellade Bandini, George Aghedo, Renè Mantegna, Alberto Mompellio, Claudio Bazzari, Alberto Radius.
Come per l'album 1st Round, l'accoglienza da parte dei disc jockey delle radio e delle discoteche fu significativa. Ancora oggi Funky Bump (e l'intero album) hanno un notevole riscontro sul web fra collezionisti e dj a livello internazionale.

Nel luglio 2015 è stata realizzata una versione "extended" 12", pubblicata esclusivamente in vinile, da "Best Record Italy" (BST-X001), distribuita in Italia, Germania, Stati Uniti, Regno Unito, Giappone, Francia, Paesi Bassi
.

## Musicisti
- Pino Presti: Fender Jazz Bass, Fender Rhodes, arrangiamenti, direzione d'orchestra
- Andrea Sacchi, Claudio Bazzari: chitarra
- Alberto Radius: guitar synth in Corso Buenos Aires
- Ellade Bandini: batteria
- George Aghedo, Renè Mantegna: congas, percussioni
- Alberto Baldan Bembo: Moog, Arp synthesizer mod. 2000 in Corso Buenos Aires
- Alberto Mompellio: organo Hammond, Eminent
- Ronnie Jones: voce nel brano Funky Bump

Registrato allo studio Regson - Milano

Tecnici del suono: Paolo Bocchi, Gianluigi Pezzera

## Funky Bump - Compilation anni 2000
- Black Music Movement: Rare Soul & Disco Vol.13[16]
- Sunny Deejay-Set (Vol. 130)[17]
- 12" Inches Original Extended Version Dj-Set Stefano SunnyDeejay[18]
- Gangsta Soul Vol.12[19]
- Freedom of Speech f.o.s. Vol. 15[20]
- Funky Soul Session Vol.13[21]
- The Funk Doctorz:  I Know You Got Soul vol.2[22]
- il Dramma 04 - Locked / Mixed by DJ ilD[23]

Singolo
- Pino-Presti / JoeTex - Funky-Bump-Show-Me (Vinyl, 7", 45 RPM, Special Edition[7]

### Crediti versione 2015 (extended 12")
- Produzione – Pino Presti
- Artwork – Grafica & Musica
- Cover – Mario Convertino
- Editing – Roberto Lunghi
- Produttore esecutivo – Claudio Casalini
- Master – Marco Salvatori
- Foto – Karin Hemp